# There Will Never Be Another Tonight
There Will Never Be Another Tonight è una canzone di Bryan Adams, estratta come terzo singolo dall'album Waking Up the Neighbours (1991). La canzone è stata scritta da Bryan Adams, Robert John "Mutt" Lange e Jim Vallance. Si piazzò al sesto posto della Mainstream Rock Songs e alla posizione numero 31 della Billboard Hot 100 negli Stati Uniti.

## Genesi
Prodotta da Mutt Lange e Bryan Adams, la canzone è stata registrata da Nigel Green presso Battery Studios a Londra, e presso i Warehouse Studios a Vancouver. È stata mixata da Bob Clearmountain ai Mayfair Studios di Londra.
Il coinvolgimento di Vallance fu minimo quando la canzone venne scritta e registrata. There Will Never Be Another Tonight è stata effettivamente scritta tra il 1988 e 1989 da Adams e Vallance. La prima demo si chiamava "Buddy Holly idea" in quanto ricordava vagamente la canzone Peggy Sue di Buddy Holly. Lange e Adams trasformarono la demo in una canzone.

## Video musicale
Il video è stato diretto da Steve Barron e girato presso la Sheffield Arena. Tra la folla può essere vista l'attrice Rachel Weisz.

## Tracce
1. There Will Never Be Another Tonight
2. One Night Love Affair (live a Bruxelles, Belgio)
3. Into The Fire (live a Tokyo, Giappone)

## Posizioni in classifica
There Will Never Be Another Tonight è stato ufficialmente pubblicato come singolo per le radio il 10 novembre 1991. La canzone ha raggiunto la top 40 della Billboard Hot 100, e la settimana successiva ha debuttato nella Mainstream Rock Songs al sesto posto. In Canada, si è posizionata al secondo posto in classifica ed è diventato il primo singolo dell'album a non aver raggiunto il primo posto.
Nel Regno Unito, There Will Never Be Another Tonight ha raggiunto la posizione numero 31 della Official Singles Chart, fallendo l'accesso nella top 5 a differenza dei due singoli precedenti (Everything I Do) I Do It for You e Can't Stop This Thing We Started. Il singolo ha comunque raggiunto la top 20 in Irlanda, la top 30 in Australia e Svezia, ed è stato un moderato successo nei Paesi Bassi.

## Classifiche

### Classifiche settimanali
| Classifica (1991/1992)   | Posizione |
| ------------------------ | --------- |
| Australia                | 30        |
| Belgio (Fiandre)         | 13        |
| Canada                   | 2         |
| Europa                   | 49        |
| Germania                 | 55        |
| Irlanda                  | 11        |
| Nuova Zelanda            | 21        |
| Paesi Bassi              | 27        |
| Portogallo               | 10        |
| Regno Unito              | 32        |
| Stati Uniti              | 31        |
| Stati Uniti (mainstream) | 6         |
| Svezia                   | 33        |

### Classifiche di fine anno
| Classifica (1992) | Posizione |
| ----------------- | --------- |
| Canada            | 34        |